# 拉宾共和国
拉宾共和国  是一个短暂的共和国，由发动起义的矿工于1921年3月7日在拉宾伊斯特拉市宣布成立。它是在被描述为世界上第一次反法西斯起义中创建的。

## 历史
随着第一次世界大战结束后奥匈帝国的崩溃，根据圣日耳曼条约，意大利获得了伊斯特拉地区和达尔马提亚的部分地区。意大利开始振兴和开发被占领土的人口和经济潜力。
在墨索里尼的“向罗马进军”之前，法西斯分子于1921年占领的里雅斯特工人委员会总部，纵火焚烧，并袭击了拉萨矿工委员会的代表。在这一事件和阿尔萨煤炭公司的剥削性质的刺激下，大约两千名矿工爆发了总罢工。
罢工的原因之一是矿主决定不支付1921年2月的奖金，因为矿工们在2月2日放了一天假来庆祝圣烛节，然而管理层此前已将其作为假期。 “对于矿工来说，圣烛节是仅次于圣巴巴拉盛宴的最重要的一天，因为2月2日象征着光明。”
这些矿工来自不同的族群 - 克罗地亚人、斯洛文尼亚人、意大利人、德国人、捷克人、斯洛伐克人、波兰人和匈牙利人。他们的领袖是由意大利社会党派来，来自的里雅斯特的的乔瓦尼·皮潘。1921年3月1日，皮潘在帕津火车站被一群法西斯分子抓获并遭到殴打。第二天，这一消息传到了拉宾。3月3日，矿工们集结起来，决定占领矿场作为回应。在周边乡村农民到来的推动下，一支“赤卫队”被组织起来，作为一支负责维持秩序的安全部队。
3月7日，矿工们在被占领的矿场中宣布共和国成立，口号是： ("矿是我们的")。他们组织了政府和赤卫队来保护自己免受警察的侵害，并在一些农民的支持下开始自己管理矿山生产。
1921年4月8日，伊斯特拉半岛的意大利政府响应矿主的干预请求，决定使用武力镇压共和国。一千名士兵包围了矿井，在矿工的强烈抵抗下最终成功镇压这场起义。被捕的矿工被送往普拉和罗维尼的监狱。起诉书指控了52名矿工。埃德蒙多·普彻、吉多·赞纳罗和埃吉迪奥·塞莱尼扎负责为被告辩护，陪审团最终宣布被告无罪释放。

## 事后
拉宾共和国给拉宾什蒂纳居民留下了无法挽回的伤痕，并且引起了更广泛的回响。这一系列事件应结合当时的情况来解释，特别是在意大利半岛和中欧。多民族但独特的武装抵抗法西斯主义的起义为反法西斯主义铺平了道路。
拉宾共和国的故事是1985年南斯拉夫电影，《红与黑》的主题。

## 继续阅读
- . .   [2023-11-20]. （原始内容存档于2019-11-10） （克罗地亚语）.
- La Repubblica di Albona e il movimento dell'occupazione delle fabbriche in Italia, Giacomo Scotti, Luciano Giuricin, Centro di ricerche storiche, 1971